# وییا آنخلا
وییا آنخلا (به اسپانیایی: Villa Ángela) شهری در کشور آرژانتین، ایالت چاکو است که در سال ۲۰۰۹ میلادی، حدود ۳۸٬۰۲۰ نفر جمعیت داشته است.